# Géorgie du Sud
Pour les articles homonymes, voir Géorgie.
La Géorgie du Sud (anglais : South Georgia Island, espagnol : Isla San Pedro) est une île située dans le Sud de l'océan Atlantique, dans le territoire britannique d'outre-mer de la Géorgie du Sud-et-les îles Sandwich du Sud. Plus grande île du groupe de Géorgie du Sud avec 3 755 km2 de superficie, elle représente la majeure partie du territoire de la Géorgie du Sud et des îles Sandwich du Sud.

## Géographie

### Relief
La Géorgie du Sud est une île en forme de croissant. Elle est bordée par l'océan Atlantique Sud sur toutes ses côtes. Elle se trouve à 1 357 kilomètres à l'est-sud-est de Stanley, aux îles Malouines, et à 1 752 kilomètres à l'est de la péninsule Mitre en Terre de Feu.

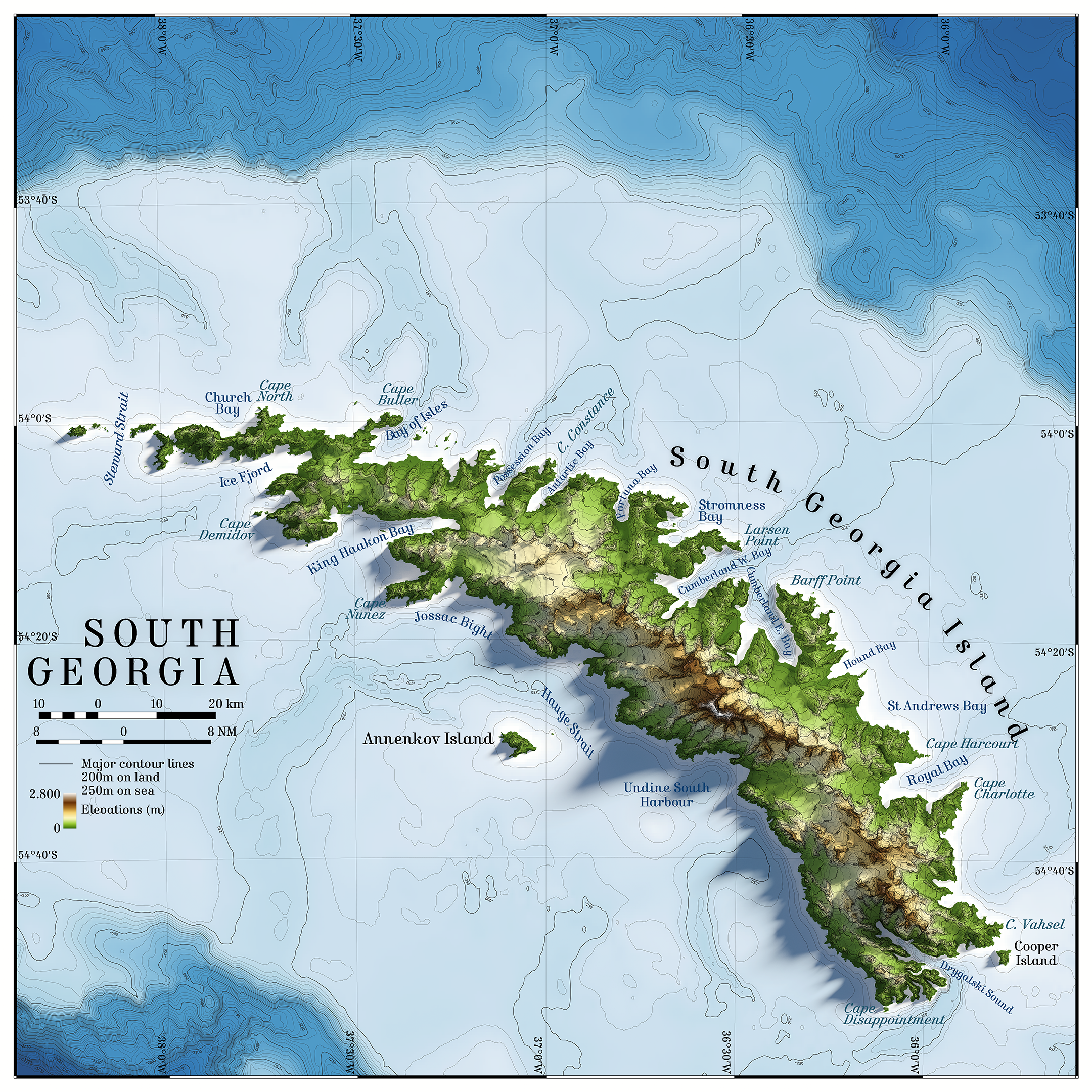
Carte topographique de la Géorgie du Sud, avec bathymétrie

Longue de plus de 170 kilomètres et large de 40 kilomètres au maximum, elle mesure 3 755 km2 de superficie. Elle comporte plusieurs baies dont celle de la Possession  et celle des Îles qui donne accès à la plaine de Salisbury. Très montagneuse, elle compte onze sommets s'élevant à plus de 2 000 mètres d'altitude sous forme de deux chaînes : la chaîne d'Allardyce et la chaîne Salvesen. Le mont Paget, avec 2 935 mètres d'altitude, est le point culminant de l'île, de la Géorgie du Sud-et-les îles Sandwich du Sud mais aussi du Royaume-Uni dans son ensemble. Le mont Paget est suivi du mont Carse (2 330 m), du mont Sugartop (2 323 m) et du mont Paterson (2 200 m). Plus de la moitié (56 %) de l'île est couverte de glaciers et de neiges éternelles : 123 glaciers y sont répertoriés dont les cinq majeurs sont les glaciers Brogger, Neumayer, Nordenskjöld, Esmark et Novosilski.

### Îles extérieures
- Île Annenkov
- Îles Willis
- Île de Cooper
- Shag Rocks
- Îles Pickersgill
- Île Bird
- Clerke Rocks
- Île Croissant
- Île Grass
- Île Invisiible
- Île Trinity
- Îles Welcome
- Île Albatross (en)
- Île Mollyhawk (en)
- Île Skua (en)
- Île Petrel (en)
- Île Tern (en)
- Prion Island (en)
- Black Rock (en)

L'archipel constitue, avec la Géorgie du Sud, une division géographique du territoire britannique de Géorgie du Sud-et-des îles Sandwich du Sud, dite groupe de Géorgie du Sud.

### Climat
Le climat de la Géorgie du Sud est subpolaire océanique avec la présence de forts vents d'ouest, les cinquantièmes hurlants, qui soufflent tout au long de l'année, interrompus par de courtes périodes d'accalmie. Presque toutes les précipitations se font sous forme de neige. Ces conditions climatiques rudes rendent l'approche de l'île difficile par bateau notamment par la formation de vents catabatiques.
| Mois          | jan. | fév. | mars | avril | mai | juin | jui. | août | sep. | oct. | nov. | déc. | année |
| ------------- | ---- | ---- | ---- | ----- | --- | ---- | ---- | ---- | ---- | ---- | ---- | ---- | ----- |
| T. min. moy.  | 2    | 3    | 1    | 0     | −2  | −3   | −4   | −4   | −2   | −1   | 0    | 1    | −0,7  |
| T. max. moy.  | 9    | 10   | 8    | 6     | 4   | 2    | 2    | 2    | 4    | 6    | 8    | 9    | 5,7   |
| Ensol. (h)    | 6    | 5    | 4    | 3     | 1   | 0    | 1    | 2    | 4    | 5    | 6    | 6    | 3,4   |
| J. avec préc. | 14   | 15   | 15   | 15    | 15  | 13   | 14   | 12   | 10   | 13   | 13   | 14   | 15,6  |

| Mois        | jan. | fév. | mar. | avr. | mai | jui. | jui. | aoû. | sep. | oct. | nov. | déc. | année |
| ----------- | ---- | ---- | ---- | ---- | --- | ---- | ---- | ---- | ---- | ---- | ---- | ---- | ----- |
| Temp. en °C | 6    | 6    | 6    | 6    | 5   | 4    | 3    | 3    | 3    | 3    | 4    | 5    | 4,5   |

## Faune et flore
On a recensé 25 espèces natives et 50 espèces introduites de plantes vasculaires. S'y trouvent 125 espèces de mousses, 200 espèces de lichens et 85 espèces d'hépatiques. Voir l'article sur la flore des îles Kerguelen pour la liste exhaustive.

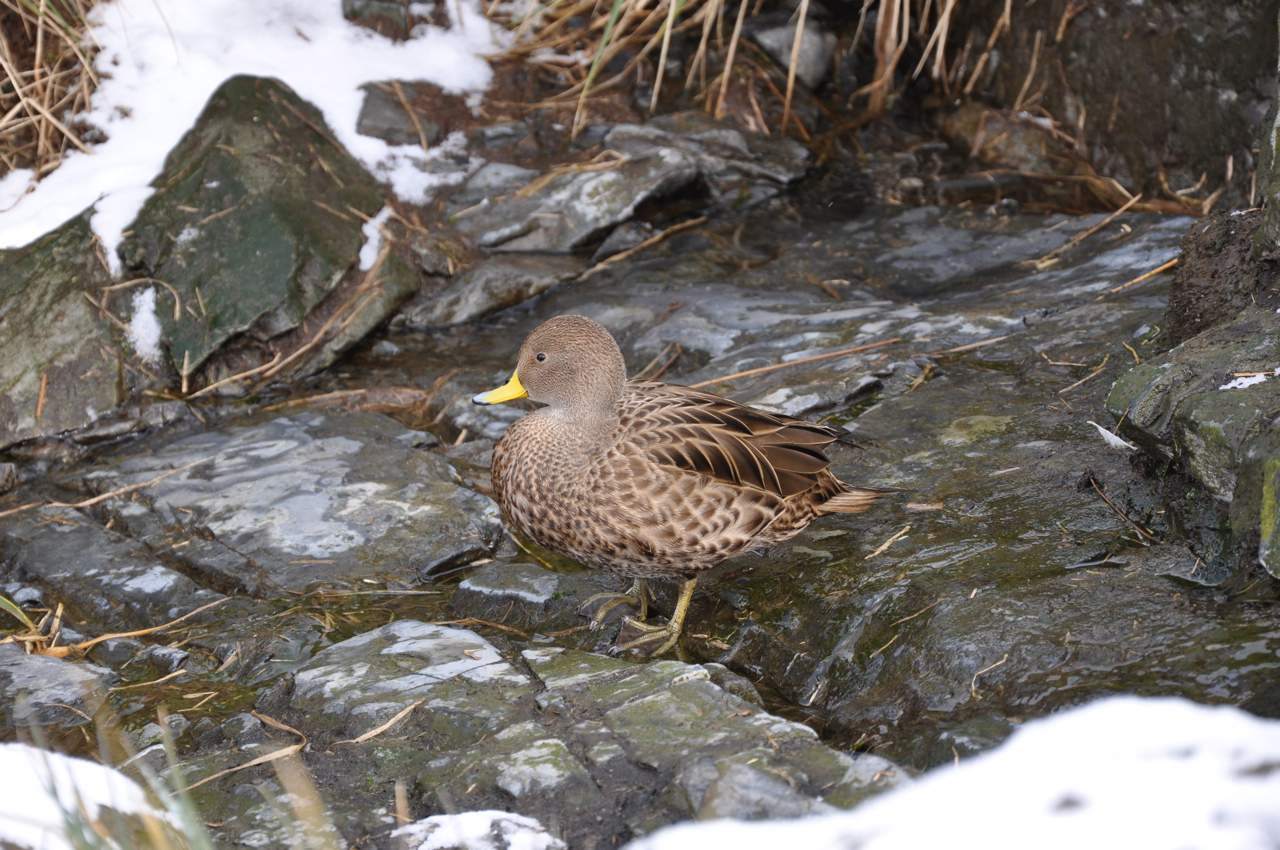
Un canard à queue pointue de la sous-espèce endémique.

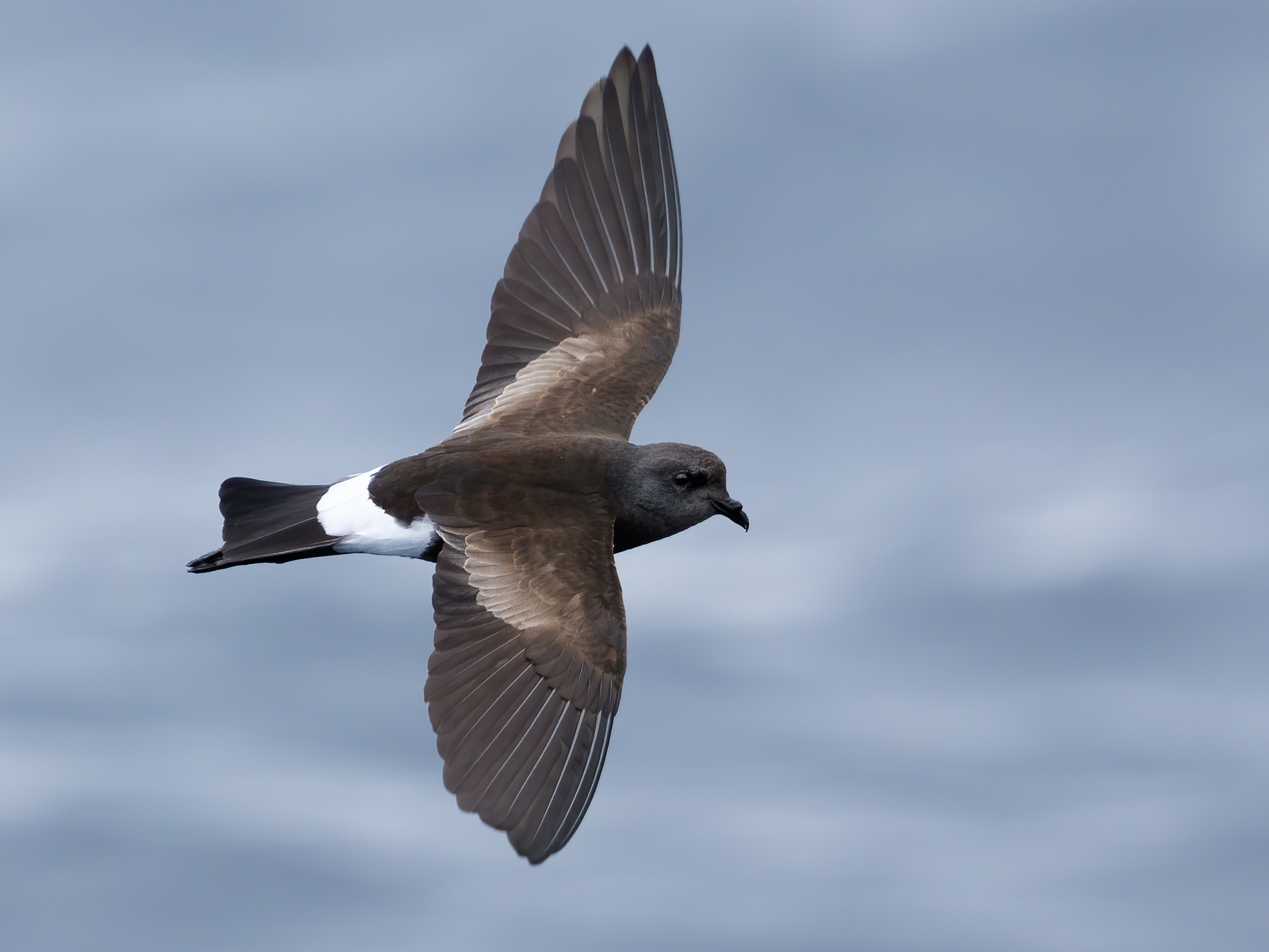
Un océanite de Wilson.

Trois espèces animales ont été introduites par l'homme : le rat brun (Rattus norvegicus), la souris commune (Mus musculus) et le renne ou caribou (Rangifer tarandus). Les rongeurs sont devenus une menace importante pour les oiseaux nidifiant sur l'île, dont ils détruisaient les œufs et mangeaient les poussins. En 2011 a commencé une politique d'éradication des rats, censée être la plus grande jamais organisée sur une île. Elle a duré jusqu'en 2015 et utilisé des appâts empoisonnés lâchés par hélicoptère. Aucun couple de rongeurs ne devait survivre, l'objectif étant de permettre aux colonies d'oiseaux de se reconstituer,. En juin 2015 l'île semblait exempte de rats. En 2017-2018, une recherche avec chiens et pièges pendant 6 mois n'a trouvé aucun indice de la présence de rongeurs. Dans le centre de la côte nord, cinq ans après l'empoisonnement des rats, les populations de plusieurs espèces d'oiseaux s'étaient visiblement renforcées : la sous-espèce endémique Anas georgica georgica du canard à queue pointue, les Chionis blancs ou encore les Océanites de Wilson. En 2018, le nombre de pipits antarctiques avait manifestement augmenté.
L'espèce d'éléphants de mer australs (Mirounga leonina) avec la présence de 400 000 individus en Géorgie du Sud en fait le lieu où il est le plus représenté au monde.
Les cétologues estiment qu'entre 2 et 4 millions d'otaries de Kerguelen se rassemblent, durant l'été austral, en Géorgie du Sud, constituant la colonie de mammifères marins la plus dense au monde.
On note la présence d'oiseaux endémiques sur l'île, comme l'Anas georgica georgica ou le pipit antarctique (Anthus antarticus).

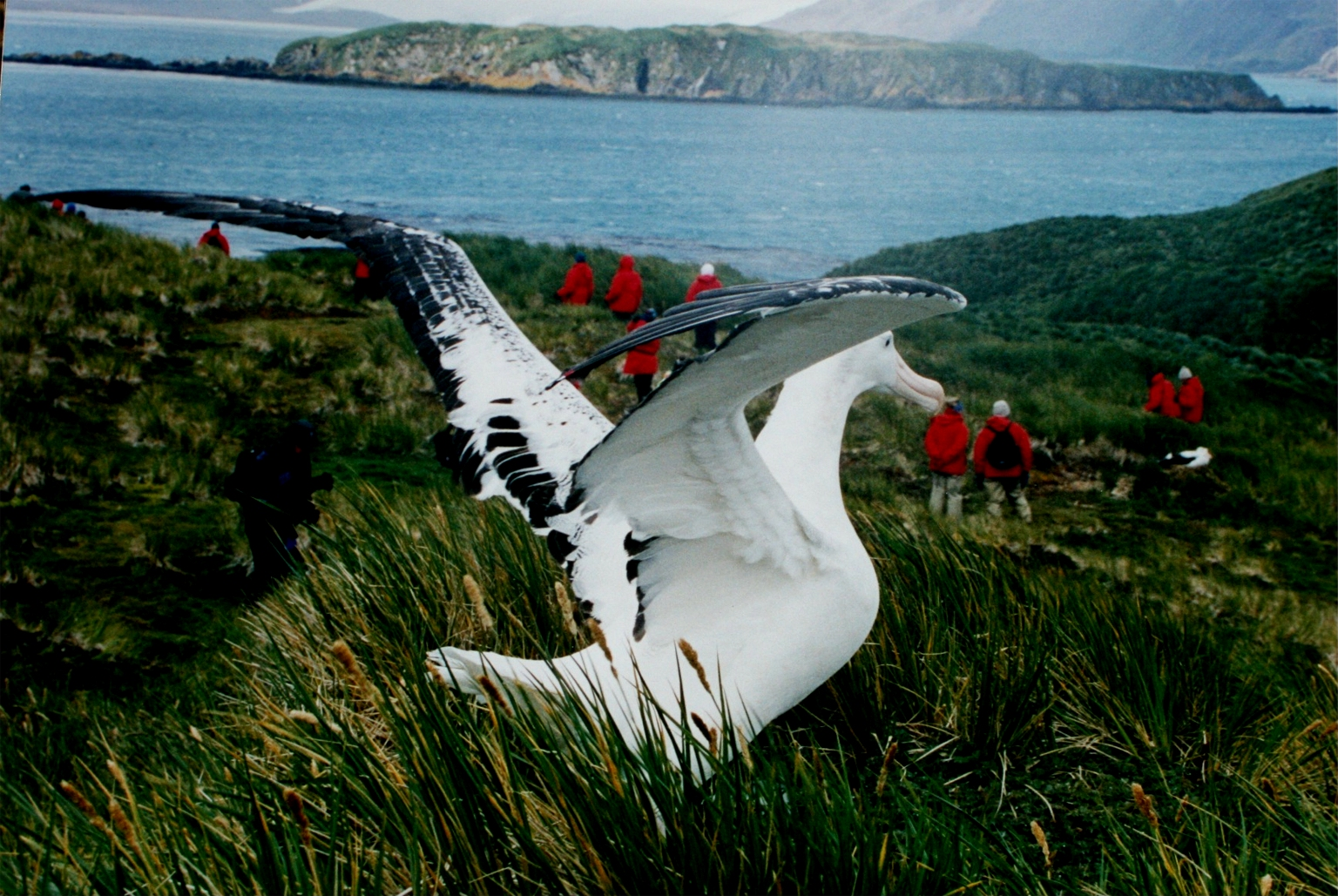
Un Albatros hurleur sur l’île Prion (Baie des Îles). La population compte 4000 couples.

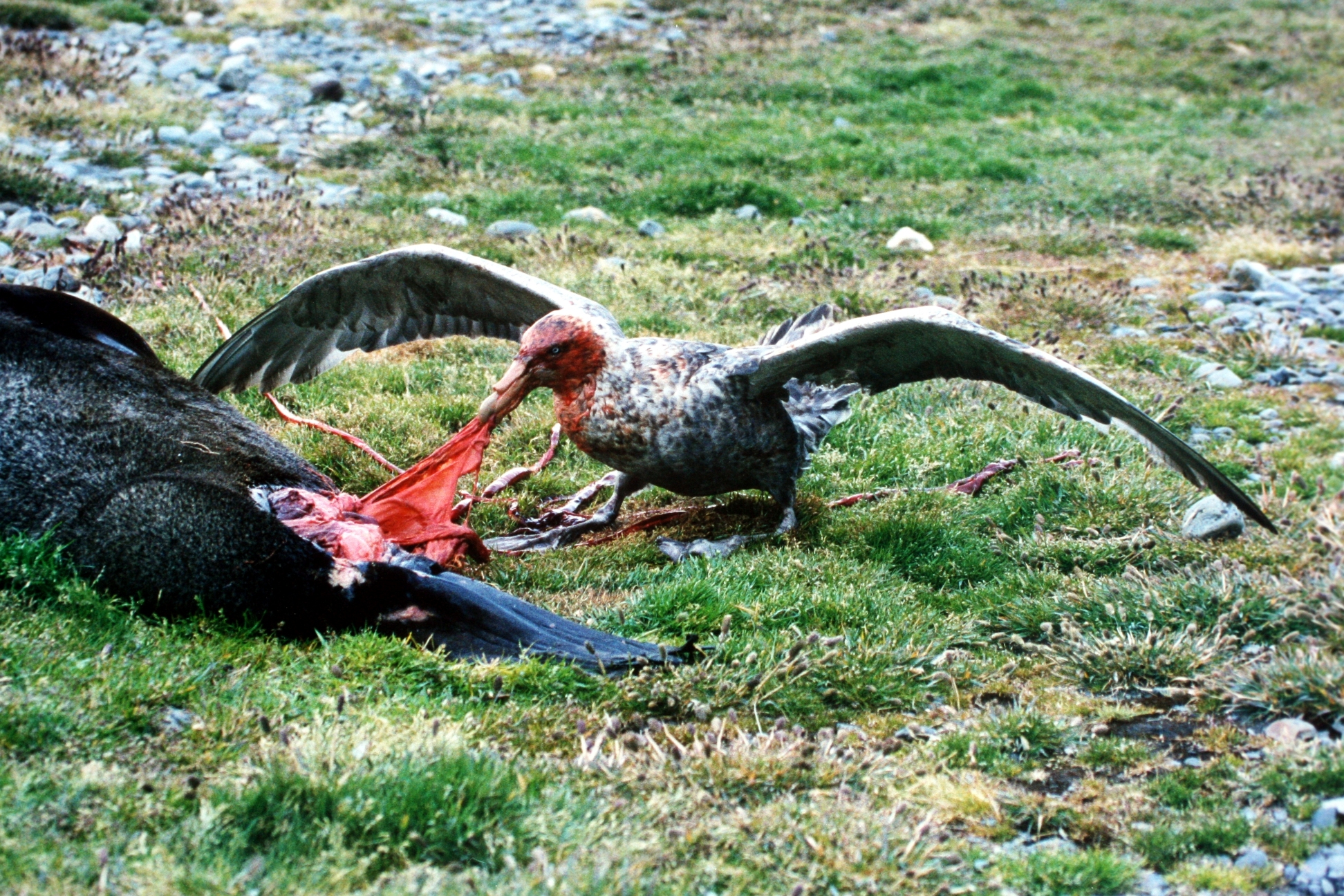
Pétrel géant dévorant une carcasse de phoque.

En Géorgie du Sud se trouvent 30 millions d'oiseaux nicheurs ; sur les 31 espèces, 27 sont des oiseaux marins.
Le pétrel des neiges niche dans les montagnes situées à plus de 1 000 mètres d'altitude. Le pétrel de Hall et le pétrel géant vivent à proximité des colonies de manchots se nourrissant de cadavres d'animaux.
Tableau des dix plus grandes populations d'oiseaux nicheurs de l'île :
| Nom en français           | Nom scientifique           | Nombre     |
| ------------------------- | -------------------------- | ---------- |
| Prion de la Désolation    | Pachyptila desolata        | 22 000 000 |
| Puffinure plongeur        | Pelecanoides urinatrix     | 3 000 000  |
| Gorfou doré               | Eudyptes chrysolophus      | 2 700 000  |
| Puffin à menton blanc     | Procellaria aequinoctialis | 2 000 000  |
| Océanite de Wilson        | Oceanites oceanicus        | 600 000    |
| Manchot royal             | Aptenodytes patagonicus    | 400 000    |
| Manchot papou             | Pygoscelis papua           | 105 000    |
| Albatros à sourcils noirs | Thalassarche melanophris   | 100 000    |
| Albatros à tête grise     | Thalassarche chrysostoma   | 80 000     |
| Prion bleu                | Halobaena caerulea         | 70 000     |

### Manchots

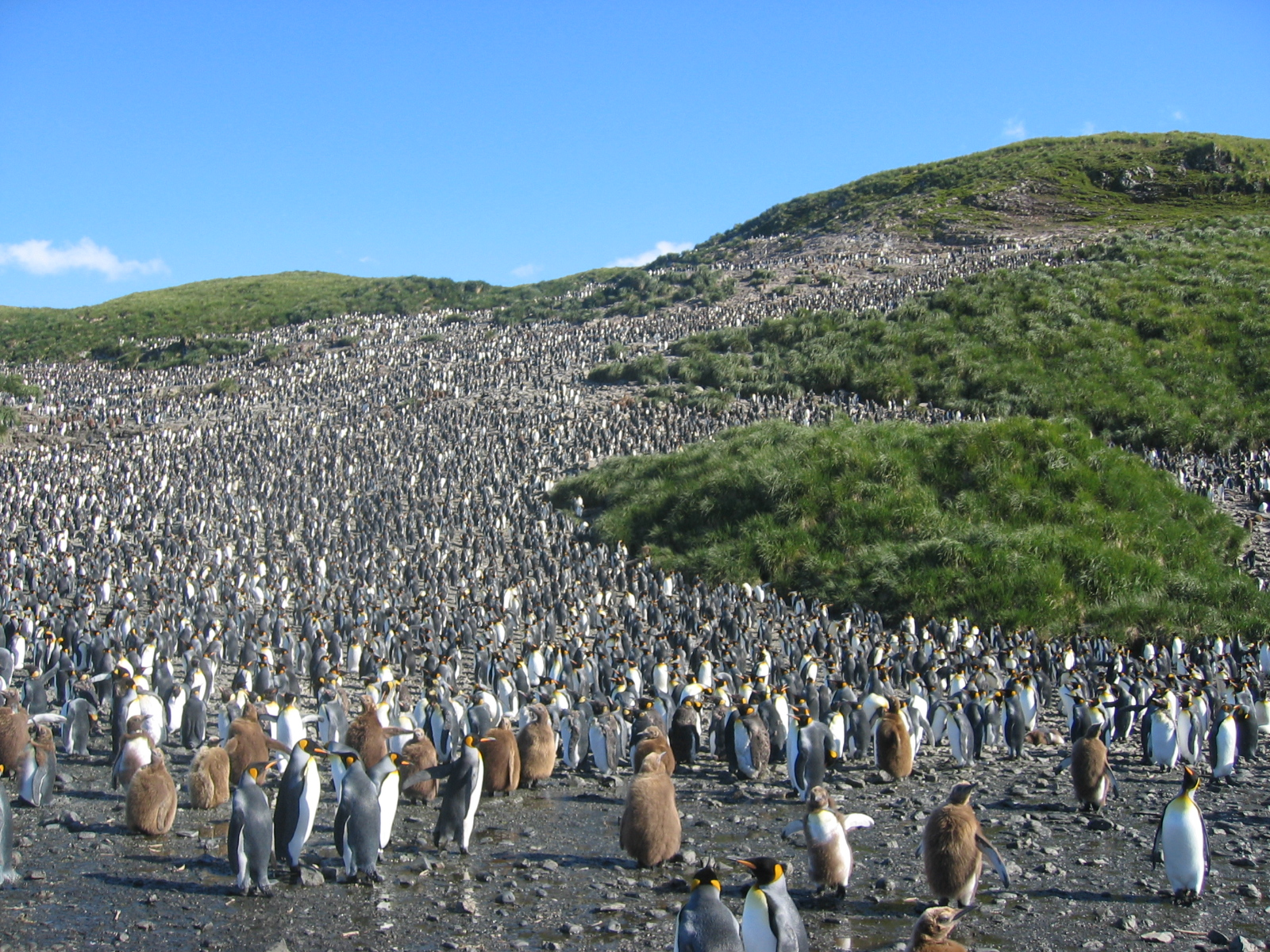
Colonie d'environ 60000 couples de Manchot royal dans la plaine de Salisbury.

On estime la population de manchots royaux à 400 000 couples. L'île est une place très importante pour la nidification. La plus grande colonie compte 39 000 couples et la colonie de Salisbury Plain compte 27 000 couples. La population de manchots royaux a augmenté de 5 % par an au cours des 80 dernières années.
Sur l'île Bird et  dans la baie Elsehul (en), on compte 2,7 millions de gorfous dorés. Au cours des 25 dernières années, on estime que la population de gorfous dorés a diminué de moitié. [pourquoi ?]
La population de manchots papous est estimée à 105 000 couples et celle de manchots à jugulaire à 6 000 couples. Ils se regroupent au sud de l'île.

### Pinnipèdes
Chez les Pinnipèdes, chaque année en octobre, la moitié des 600 000 éléphants de mer du monde viennent sur l'île pour se reproduire. Les éléphants de mer ont été soumis à une chasse intensive. Vers 1870, il n'en restait quasiment plus.
Les otaries de Kerguelen (Arctocephalus gazella) étaient sur le point de s'éteindre au début des années 1900 en raison de la pêche intensive (il restait à peine 100 individus)[réf. souhaitée]. Dans les années 1960, la population augmente de 16 % par an et, en 1976, elle atteint les 100 000 individus. Leur nombre n'a dès lors cessé d'augmenter pour passer à environ 2,5 millions d'individus. 95 % de la population mondiale vit sur l'île durant l'été. La plus grande concentration se trouve sur l'île Bird.

### Animaux introduits
La Géorgie du Sud n'avait pas à l'origine de mammifères terrestres, mais à l'époque de la chasse à la baleine, des tentatives ont été faites pour introduire des animaux. Certains animaux ont été introduits comme animaux de compagnie, tandis que d'autres ont été relâchés dans la nature. Enfin, d'autres animaux ont été involontairement introduits.

#### Rennes

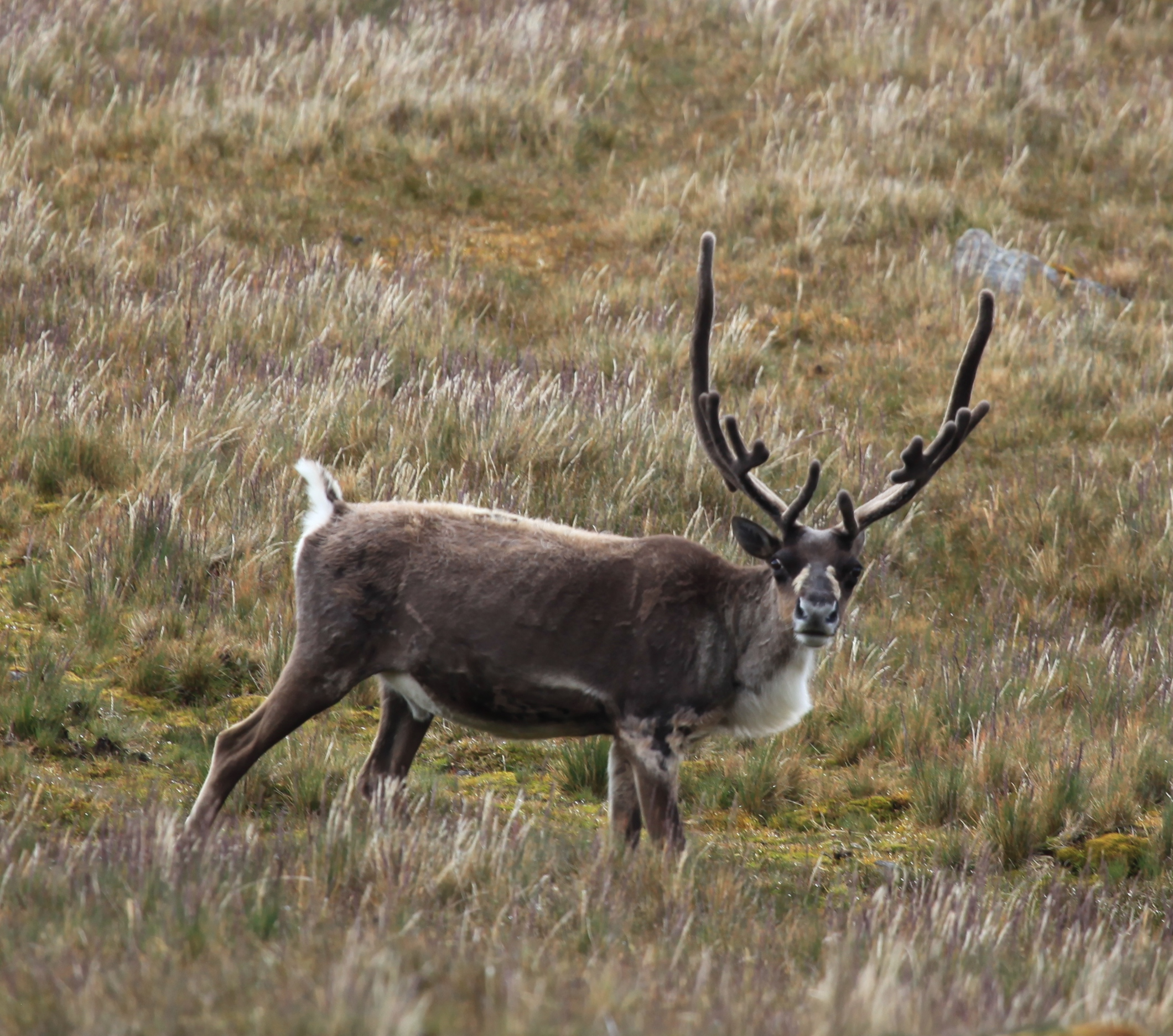
Un renne à Godthul.

Les dix premiers rennes sont introduits par Lauritz Larsen sur demande du marin et explorateur norvégien Carl Anton Larsen, afin que les chasseurs de baleines norvégiens trouvent aisément de quoi se nourrir autour de leur base sur l'île. Ils furent achetés à un paysan de Valdres dans le sud de la Norvège en 1911 et laissés sur la péninsule de Barff.
En 1912, cinq rennes furent amenés à Leith Harbour. Le troupeau passe à 20 têtes en peu de temps, avant d'être enseveli sous une avalanche au début des années 1920.
En 1925, sept rennes provenant du Hardangervidda sont importés à Husvik. Il y eut jusqu'à 3 000 rennes sur l'île. En 2008, ils étaient 2 300 dont 500 dans la baie de Stromness et 1 800 dans la baie de Cumberland,les deux baies étant séparées par des montagnes. Les rennes de la baie de Stromness sont plus grands que ceux de la baie de Cumberland, ce qui semble indiquer une population trop importante dans la baie de Cumberland.
En 2012 a débuté un programme d'éradication de 3 500 rennes sur deux ans. Le programme est mené par le directoire norvégien de conservation de la nature (Statens naturoppsyn), avec l'aide d'éleveurs de renne sames. En effet, la présence de rennes — sans prédateurs — nuit gravement à la survie d'espèces endémiques, notamment par la destruction des pâturages. Un problème similaire pourrait se rencontrer aux îles Kerguelen, où le renne y est déjà considéré comme étant une espèce invasive.
Afin de sauvegarder l'élevage des rennes, les faons ont été transportés sur les îles Malouines[réf. souhaitée].

#### Rats et souris
On trouvait des souris grises dans la baie de la reine Maud (en). Les souris avaient développé une importante couche de graisse, ce qui tend à montrer qu'elles s'acclimatent au froid.
Des rats bruns furent introduits de manière fortuite à la fin du XVIIIe siècle en raison des escales des navires. Au début du XXIe siècle, ils avaient colonisé de vastes zones de l'île, mais c'est dans les anciennes stations baleinières qu'ils étaient le plus nombreux. Ils n'avaient pas de prédateur, à tel point que la multiplication des rats était limitée par l'approvisionnement en nourriture. Les nids d'oiseaux étaient des proies faciles, et certains oiseaux avaient disparu des lieux où vivaient les rats. Le problème était suffisamment sérieux pour qu'un grand plan d'éradication des rats soit mis en œuvre à partir du 14 novembre 2011. Ce programme s'est déroulé sur quatre saisons et terminé en 2015.

#### Autres animaux
Quelques animaux furent introduits comme animaux de compagnie, d'autres furent relâchés dans la nature. Parmi les animaux introduits on compte des chevaux, moutons, chèvres, vaches, cochons, poules, canards, chiens et chats[réf. souhaitée]. Seuls les rennes ont réussi à survivre.

## Histoire

### Découvertes successives

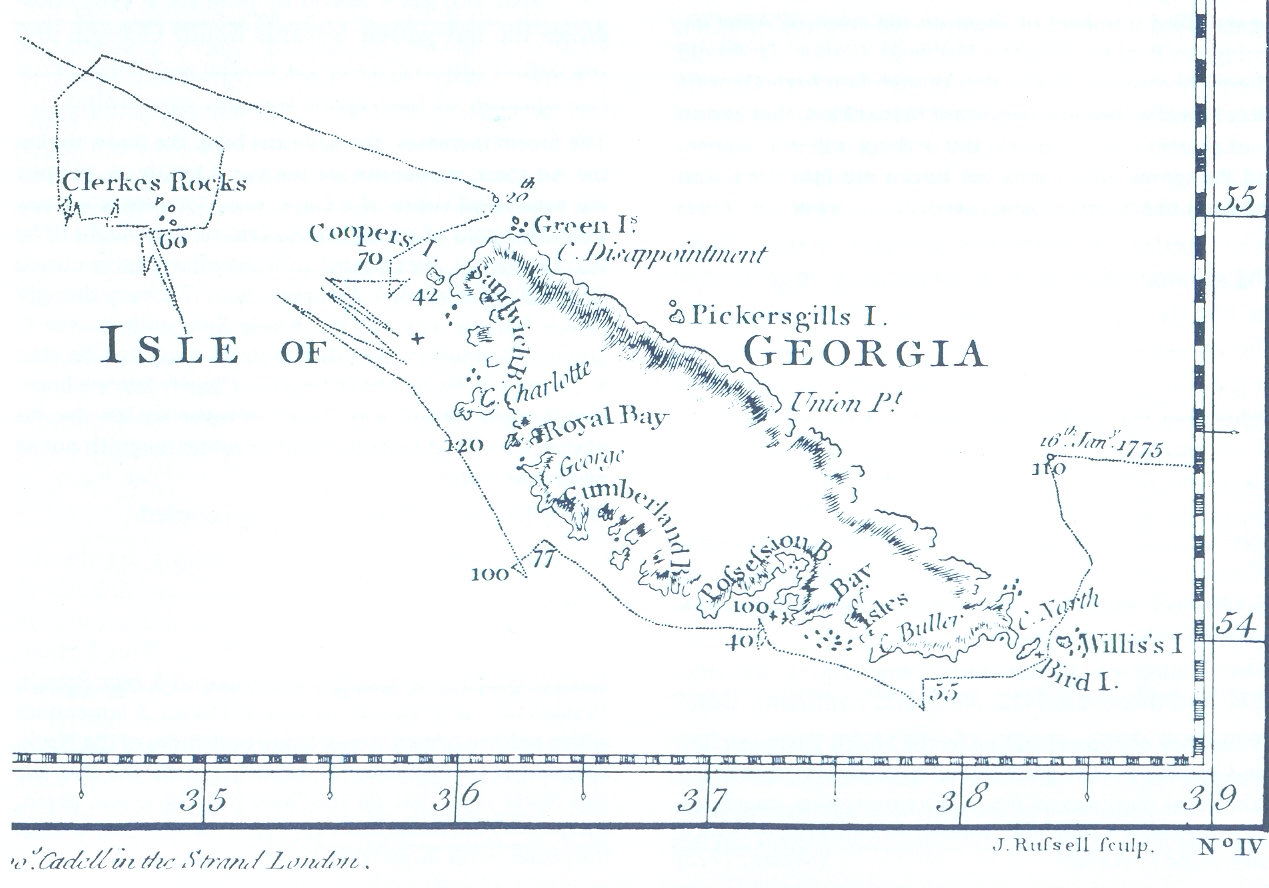
Carte de la Géorgie du Sud établie par James Cook (1777).

En 1675, le marchand britannique Anthony de la Roché dévié par les vents après le cap Horn, aperçoit et s'abrite dans une baie d'une terre enneigée jusque-là inconnue ; cette île sera nommée « île Roché ».
Le 29 juin 1756, l'île est aperçue et appelée « San Pedro » par le navire espagnol León du capitaine Gregorio Jerez, parti de Saint-Malo, au service de la société française Sieur Duclos de Saint-Malo.
Le capitaine britannique James Cook à bord du HMS Resolution qui l'explore en 1775 démontre son insularité et la nomme de son nom actuel. Il poursuit ensuite sa route vers l'est afin d'atteindre la mythique Terra Australis et découvre les îles Sandwich du Sud. James Cook donne des descriptions de l'île et de ses richesses animalières. Il attire ainsi dès 1780 de nombreux chasseurs à bord de phoquiers qui vont réduire presque à néant, en quelques décennies, la population des otaries à fourrure.

### Chasse aux phoques et à la baleine
Le premier chasseur de phoques à venir en Géorgie du Sud fut l'Anglais Thomas Delano, qui venait de Londres en 1786. Dans la période qui suit, la chasse aux phoques est surtout le fait des Américains de la côte est. Tout au long du XIXe siècle, l'île connaît des périodes intenses de chasse comme de calme : sitôt que les stocks s'épuisent en raison de la surpêche, les chasseurs partent pour revenir quelques années plus tard. En 1881, la première restriction de chasse aux phoques est prise par les autorités britanniques. [réf. souhaitée] En 1886, un rapport établit qu'il n'a pas été possible de trouver le moindre phoque sur l'île. On estime aujourd'hui la population de phoques supérieure à trois millions d'individus. [réf. souhaitée]
Le scientifique allemand Georg Forster qui était de l'expédition de James Cook en 1775 avait écrit que s'il ne se trouvait plus de baleines en mer du Nord, les chasseurs pourraient toujours en trouver autant qu'ils voudraient dans l'océan Atlantique sud. Cette déclaration provoque l'intérêt des chasseurs et les premières expéditions de chasse ont lieu dans les années 1890. Elles sont financées entre autres par l'Écossais Robert Kinnes : Dundee Whaling Expedition (1892-1893) ; Christen Christensen de Sandefjord avec le navire Jason et Svend Foyn de Tønsberg avec le navire Antarctic (1892-1893 et 1893-1894),.

### Premières expéditions scientifiques
En 1882-1883, des Allemands s'installent dans la Baie Royal dans le cadre de la première année polaire internationale afin d'étudier le passage de Vénus devant le Soleil. Des Français font de même dans la baie Orange près du cap Horn. Le même jour, les deux stations ont enregistré des oscillations étranges de la marée. Ils ont su plus tard que c'était une onde de choc provoquée par l'explosion du volcan Krakatoa en Indonésie.

### Les stations baleinières

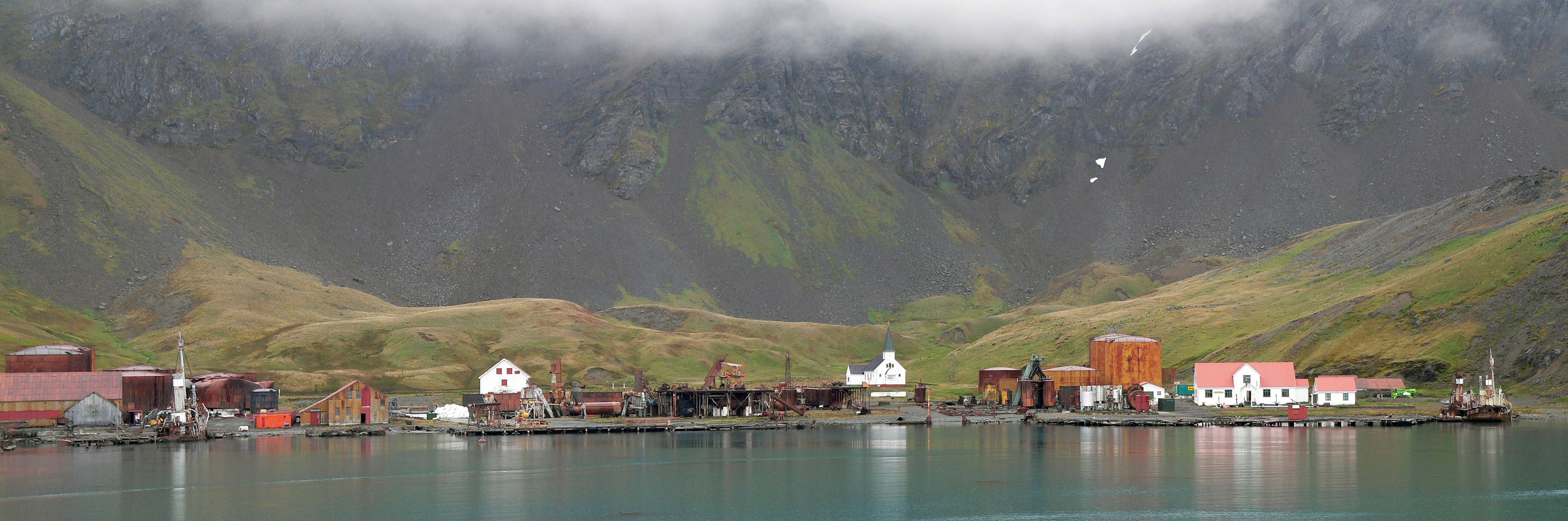
Grytviken.

Après son retour de la seconde expédition du Jason, le capitaine norvégien Carl Anton Larsen, entre en contact avec les autorités britanniques en vue de la mise en place d'une station baleinière. Après dix ans de négociations, il obtient le droit d'établir une station. En 1904, avec trois bateaux et l'aide de la société argentine de chasse à la baleine Compañia Argentina de Pesca[réf. souhaitée], Larsen installe la première station baleinière de Géorgie du Sud à Grytviken avec 60 Norvégiens originaires du Vestfold. Dès la première année, elle parvint à capturer 183 baleines et attire d'autres chasseurs. [réf. souhaitée] En 1908, Grytviken compte 17 maisons et 160 travailleurs. Les Norvégiens ont été les plus nombreux à opérer en Géorgie du Sud et installent des stations baleinières à Prince Olav Harbour, Husvik, Stromness, Leith Harbour, Godthul et Ocean Harbour.
Lors de la saison 1925-1926, on compte cinq stations baleinières (Ocean harbour ayant été fermé en 1920[réf. souhaitée]), un navire usine, 23 baleiniers. Durant cette saison sont capturées : 1855 baleines bleues, 5709 rorquals communs, 236 Baleines à bosse, 13 rorquals boréals et 12 grands cachalots. [réf. souhaitée] Au total 7825 baleines sont capturées (ce qui restera le record de prises) et 404 457 barils d'huile sont produits[réf. souhaitée]. L'année suivante, 3 689 baleines bleues, 1 144 rorquals communs, 365 rorquals boréals et 17 grands cachalots sont capturés. Si le nombre de prises est en baisse comparé à l'année précédente, la production d'huile est en augmentation (417 292 barils).
Le total des pêches des stations baleinières de Géorgie du Sud représente 10 % de la totalité de la chasse à la baleine de la région antarctique.
- La station de Grytviken est celle qui connut la plus grande longévité (1904-1965).
- Godthul a été utilisée de 1908 à 1917 puis de 1922 à 1929.
- Ocean Harbour a été utilisée de 1909 à 1920.
- Leith Harbour fut mise en service en 1909, est restée fermée en 1933 et durant la seconde guerre mondiale, et ferme définitivement le 15 décembre 1965[22].
- Husvik a été utilisée de 1907 à 1931 puis de 1945 à 1960, sauf durant la saison 1957-1958.
- Stromness a été utilisée de 1906 à 1931 puis a servi de port pour les réparations jusqu'en 1961.
- Prince Olav Harbour a été utilisée de 1907 à 1934.

### Ernest Shackleton
En 1914, Ernest Shackleton tente de traverser le continent Antarctique mais il ne l’atteint jamais : son bateau, l’Endurance, est broyé par les glaces en mer de Weddell. Au terme d'un long voyage sur la glace, les hommes, tirant traîneaux et chaloupes, atteignent l'île de l'Éléphant dans l'archipel des Shetland du Sud.
Shackleton et cinq hommes s'embarquent ensuite et atteignent la Géorgie du Sud après seize jours de voyage. Arrivés dans la baie du Roi Haakon, Shackleton laisse les trois hommes les plus affaiblis et part avec deux hommes, ils sont les premiers à traverser les montagnes de l'île pour atteindre après 36 heures de marche la station baleinière de Stromness où ils peuvent demander de l'aide. Tout l'équipage de l’Endurance sera sauvé. Shackleton, décédé en 1922 lors d'un voyage ultérieur, est inhumé au cimetière de Grytviken.

### Déclin économique
Petter Sørlle, un chasseur norvégien originaire de Tønsberg, dépose en 1922 un brevet portant sur la cale des navires usines permettant, une fois la baleine harponnée, de la ramener à bord afin de la dépecer et récolter l'huile. Ces nouveaux navires (appelés Opphalingsslipp en norvégien) seront utilisés dès la saison 1925-1926. Ces navires permettent à la Norvège de se défaire des concessions britanniques, licences et autres droits à l'exportation. Dès lors les stations baleinières de Géorgie du Sud ferment l'une après l'autre, seules restent Grytviken et Leith Harbour.

### Seconde Guerre mondiale
La baleine est un élément d'importance durant la Seconde Guerre mondiale à la fois en raison de l'huile et des parties des baleines qui pouvaient être utilisées pour fabriquer des explosifs. [réf. souhaitée] La plupart des navires-usines et des baleiniers britanniques et norvégiens furent détruits par la marine allemande opérant dans les eaux antarctiques. [réf. souhaitée] Quant à ceux qui restaient, beaucoup furent réquisitionnés par les Alliés pour servir de dragueur de mines. Seules les stations de Leith Harbour (saisons 1940-41 et 1942-43) et Grytviken (sans discontinuer) furent opérationnelles.
Les magistrats britanniques W. Barlas et A. I. Fleuret dirigèrent la défense de l'île pendant la guerre. Le navire britannique Queen of Bermuda, navire marchand mais armé, a patrouillé dans les eaux environnantes. Deux défenses militaires furent construites à la baie de Cumberland et au fjord de Stromness. Les batteries étaient tenues par des baleiniers norvégiens volontaires.
Les HMS Ajax et HMS Exeter qui furent impliqués dans la bataille du Rio de la Plata contre le croiseur cuirassé allemand Admiral Graf Spee avaient visité l'île avant le début de la guerre. À cette occasion, les premières photos aériennes de l'île avaient été prises par l'avion de reconnaissance Westland Walrus afin de mieux cartographier l'île et étudier les glaciers. Après avoir combattu le Rio de la Plata, le HMS Exeter, endommagé, a été réparé sur l'île. Les soldats blessés y furent soignés.

### Après-guerre
Après la Seconde Guerre mondiale, la demande en Europe étant importante, la chasse à la baleine reprend[réf. souhaitée]. Le nombre de captures ayant dépassé les limites du durable, la Commission baleinière internationale (CBI) est créée le 2 décembre 1946. Mais elle ne réussit pas à limiter la chasse.
En 1963, les deux dernières stations restantes, Grytviken et Leith Harbour sont alors gérées par des sociétés japonaises. Mais en 1965, toute chasse à la baleine cesse en Géorgie du Sud. Entre 1904 et 1965, 1 750 000 baleines furent ainsi abattues et cuisinées en Géorgie du Sud contre 1,5 million en Antarctique (de 1904 à 1978).

### Guerre des Malouines
Le prologue à la guerre des Malouines se déroule en Géorgie du Sud, à Leith Harbour  le 19 mars 1982 lorsque l'entreprise Christian Salvesen Ltd donne mandat au ferrailleur argentin Constantino Davidoff pour nettoyer la ferraille à Husvik, Stromness et Leith Harbour contre la somme de 115 000 pounds. Davidoff a avec lui 41 travailleurs arrivant à Leith Harbour par le navire de la marine argentine ARA Bahia Buen Suceso. Le navire ne signale pas son arrivée à la garnison britannique et des troupes hissent le drapeau argentin.
Le 2 avril, les Forces armées argentines envahissent les Falkland, le lendemain, les navires Bahia Buen Suceso et Guerrico déposent 200 soldats à Grytviken (Géorgie du Sud) alors que les soldats britanniques ne sont que 22. L'attaque argentine ne dure que deux heures puis les soldats britanniques se rendent. Ces derniers, ainsi que les scientifiques, sont emmenés comme prisonniers de guerre. Le lendemain 3 avril, les Argentins envahissent la Géorgie du Sud.
Les Britanniques initient l'opération Paraquet sous le commandement du major Guy Sheridan. Une importante force navale britannique est alors en partance de l'île de l'Ascension. Les HMS Antrim, Endurance et le RFA Spring Tide arrivent sur l'île le 20 avril. Le 21 avril, deux hélicoptères britanniques s'écrasent, sans faire de victimes, sur le glacier Fortuna en raison de conditions climatiques difficiles. Leurs équipages sont successivement récupérés.
Le 23 avril, les Britanniques découvrent sur leur radar un sous-marin. Des opérations sont alors annulées, le RFA Spring Tide est envoyé au large. Le 24 avril, les forces britanniques sont regroupées afin d'attaquer le sous-marin. Dans la matinée du 25 avril, le sous-marin argentin ARA Santa Fe est aperçu par un hélicoptère du HMS Antrim qui l'attaque. Atteint par plusieurs missiles, le sous-marin est gravement endommagé. Les Argentins arrivent à le conduire jusqu'à King Edward Point où il est abandonné. Rassemblés sur le HMS Antrim, 75 hommes sont transportés non loin de là avec les HMS Antrim et Plymouth en couverture. La garnison argentine se rend sans combat dans l'après-midi du 25 avril. La petite garnison argentine de Leith Harbour se rend le lendemain.

## Industries

### Les activités de pêche
À la suite de problèmes de braconnage, les autorités de l'archipel ont décidé en 1993 d'étendre la zone économique à 200 milles marins. Dans le cadre de l'extension de la zone économique, les autorités ont présenté un plan de conservation et de gestion des ressources halieutiques. Tous les navires souhaitant pêcher dans la zone économique exclusive doivent être agréés par les pêcheries britanniques. [réf. souhaitée] Un nombre limité de licences est accordé et les quotas de chasse sont fixés annuellement par la Commission pour la conservation des ressources marines vivantes de l'Antarctique (CCAMLR). Les principales espèces qui sont autorisées à être pêchées sont la légine australe, les poissons de glace de l'Antarctique, le krill et les crabes.

### Tourisme
La plupart des touristes qui visitent la Géorgie du Sud viennent par bateau de croisière, mais certains viennent aussi avec leurs propres bateaux. Il n'y a pas de transport public régulier pour l'île. Au total, s'y rendent une trentaine de navires de croisière avec 2 000 passagers visitant la Géorgie du Sud chaque année. Les lieux les plus visités sont Grytviken, Stromness et de la plaine de Salisbury.
Il n'y a pas besoin d'un visa pour visiter l'île, mais tous les visiteurs, indépendamment de leur nationalité, doivent demander la permission d'atterrissage 60 jours à l'avance [réf. souhaitée]. Les frais de débarquement sont 100 £ par personne. [réf. souhaitée] Enfin, toutes les zones de l'île ne peuvent être visitées en raison de la protection de la nature.

### Économie
Les recettes totales du gouvernement pour la Géorgie du Sud et les îles Sandwich du Sud en 2006 s'élevaient à 4,4 millions de £ et les dépenses à 4,5 millions. Les principales sources de revenus sont la vente des licences de pêche, les frais portuaires pour les navires et les visiteurs, les ventes de timbres et de pièces de monnaie commémoratives. Les dépenses les plus importantes sont liées aux activités de pêche, tels que les projets de conservation, l'administration, la recherche, la production de timbres et le soutien au musée de Grytviken. [Information douteuse] [réf. nécessaire]

## Société

### Religion

#### Église

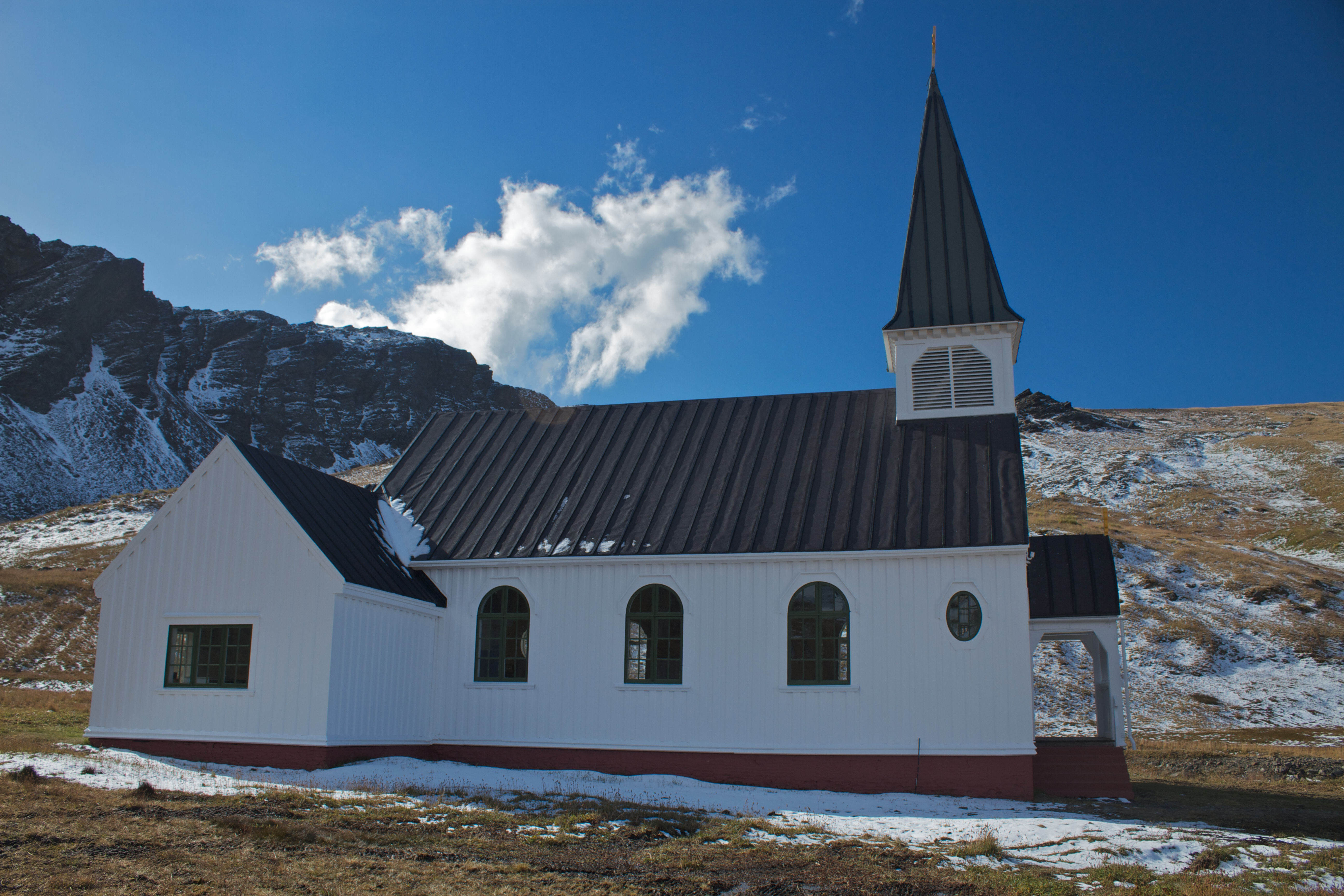
L'église de Grytviken.

La construction de l'église de Grytviken débute le 24 novembre 1913, elle est financée par Carl Anton Larsen. Construite en préfabriqué, l'église est inaugurée le jour de Noël 1913. Sa construction a été supervisée par Kristen Løken, le seul pasteur officiellement en poste qu'ait compté l'église.
Il y restera jusqu'en mars 1914. Le clergé était instable et changeait souvent en raison de la solitude. Le travail revenait souvent à des étudiants en théologie.
Carl Anton Larsen a financé le fonctionnement de l'église durant les premières années. Puis il y eut une période sans pasteur permanent. Mais en 1928, la mission den norske Sjømannsmisjonen envoie un nouveau pasteur. [réf. souhaitée] Trois ans plus tard, l'industrie baleinière est en crise et le sacerdoce est abandonné. L'église est parfois utilisée par les pêcheurs. Dans les années 1950, un service de diacre est créé mais le vendredi saint 1961 reste le dernier office de l'Église de Norvège à l'église de Grytviken.
Après la fermeture des activités de chasse, la dépopulation de l'île commence et l'église est laissée à l'abandon. À partir de 1983, les troupes britanniques stationnées sur l'île font les réparations nécessaires afin que l'église ne tombe pas en ruine. Dans les années 1990, l'église est rénovée grâce à des fonds de l'association des Amis de l’Île (Øyas Venner) et du diocèse de Tønsberg. Un pasteur du diocèse, Magne Storeli, a consacré de nouveau l'église le 16 janvier 1999.

#### Cimetières

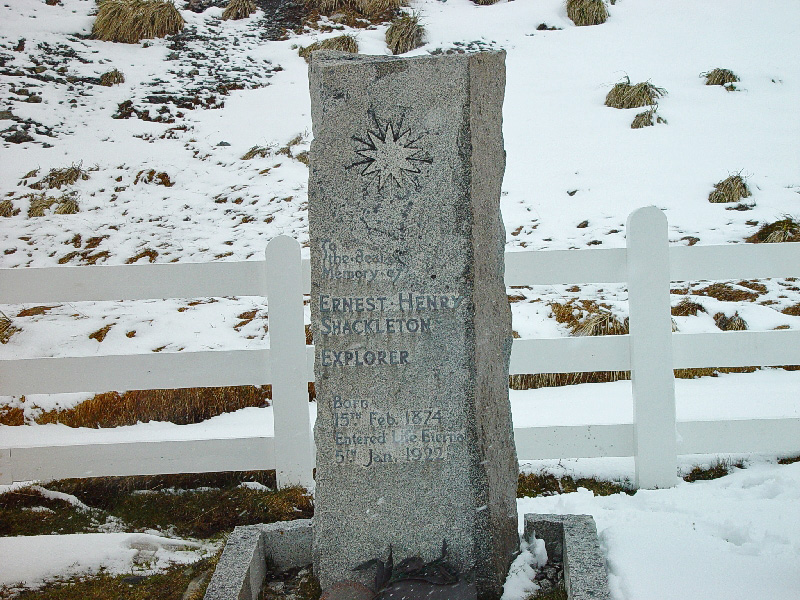
Pierre tombale de l'explorateur polaire Ernest Shackleton au cimetière de Grytviken.

Il y avait initialement sept cimetières sur l'île pour un total d'environ 200 tombes. 80 % des personnes enterrées sont des Norvégiens, et 80 % des Norvégiens enterrés sur l'île sont originaires du Vestfold. Le plus jeune avait 14 ans, le plus âgé 72. Tous étaient des hommes. Aujourd'hui, il ne reste plus que cinq cimetières : à Grytviken, Husvik, Leith Harbour, Sromness  et Prince Olav Harbour.
Le cimetière de Grytviken est situé à un kilomètre de la station baleinière. Il renferme 64 tombes dont dix sont anonymes. Une pelletée de la terre de Norvège était jetée lors de l'enterrement, ce qui a introduit le pâturin et le pissenlit qui poussent aujourd'hui dans le cimetière. [réf. souhaitée]
Le cimetière de Husvik se trouve à deux kilomètres de la station baleinière et renferme 34 tombes. À Leith Harbour se trouvaient trois cimetières. Le premier fut enseveli lors d'un glissement de terrain en 1917, le second ne compte que quelques tombes, le dernier en compte 57. Les cimetières de Sromness et Prince Olav Harbour sont à quelques centaines de mètres des stations baleinières et comptent 13 et 6 tombes. À Ocean Harbour se trouvent 7-8 tombes anonymes et à Godthul 2 tombes qui ne sont plus visibles aujourd'hui. Toutes les tombes sont orientées est-ouest selon la tradition scandinave. La plupart des pierres tombales de l'île sont en larvikite.

### Recherches
L'organisme de recherche British Antarctic Survey exploite deux stations de recherches en Géorgie du Sud : à l'île Bird et à King Edward Point.

#### Station de l'île Bird
La station de recherche de l'île Bird étudie les phoques et les oiseaux de mer : les recherches portent particulièrement sur les populations, l'alimentation et la reproduction. Les données recueillies sont transférées à la CCAMLR. [réf. souhaitée] La station coopère avec plusieurs universités dont celle du Texas (physiologie des animaux) et celle de Birmingham.
La navigatrice britannique Ellen MacArthur a visité l'île dans le cadre de sa participation à la campagne de Birdlife International pour la protection des albatros.
La première station scientifique a été inaugurée le 24 novembre 1958 sur l'île Bird par le gouvernement des îles Falkland. En décembre 1962, l'United States Antarctic Program installe deux chalets qui seront repris par la suite la British Antarctic Survey. L'un de ces chalets fut connu comme Lönnberg House, d'après le biologiste Einar Lönnberg.
Une nouvelle station est construite en octobre 1981, pouvant accueillir huit personnes. La station est agrandie entre 1995 et 1997. Puis une nouvelle station fut construite en 2005, l'ancienne étant démolie. Entre 1957 et 1982, les recherches sont intermittentes sur l'île, mais depuis 1982 la station est habitée toute l'année.

#### Station de King Edward Point
Le 22 mars 2001, le commissaire de la Géorgie du Sud et des îles Sandwich du Sud inaugure une station de recherche à King Edward Point qui s'occupe de recherches sur la pêche. La station de recherche ouvre au moment où le site de la garnison britannique a fermé. Les dernières recherches à King Edward Point dataient d'avant la guerre des Malouines. Les chercheurs travaillent pour le compte des autorités locales afin d'aider à la gestion des ressources halieutiques autour de l'île. La station se compose de deux bâtiments séparés. La station est ouverte toute l'année et fonctionne avec trois scientifiques et six aides. Le personnel augmente pendant les mois d'été.

### Timbres

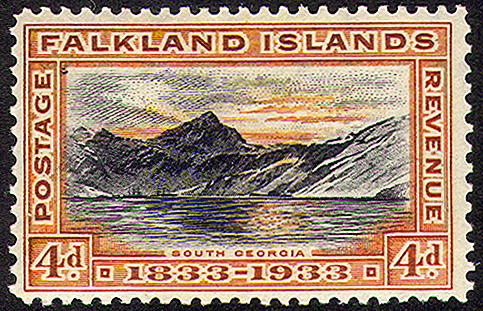
Timbre des îles Falkland (1933) ayant comme motif la Géorgie du Sud.

Le premier bureau de poste en Géorgie du Sud a ouvert à Grytviken le 22 décembre 1909, soit cinq ans après la création de la première station baleinière. Jusqu'en 1944, les timbres des îles Falkland sont utilisés, mais avec un tampon propre à la Géorgie du Sud.
En raison de la distance, les timbres sont produits en petites unités, mais la valeur des timbres même les plus communs est importante.[pas clair] [réf. souhaitée] Lors de l'expédition antarctique allemande dirigée par Wilhelm Filchner, qui a visité l'île en octobre 1911, les timbres vinrent à manquer. Pour résoudre le problème, le dirigeant de la poste locale a dû faire preuve d'ingéniosité pour gérer la situation : il a produit [Comment ?] un timbre-poste utilisé jusqu'à l'arrivée d'un nouvel approvisionnement. [réf. souhaitée] Il a également produit des timbres provisoires en divisant les timbres les plus chers en deux avec une nouvelle valeur. [réf. souhaitée] Les lettres affranchies avec ces timbres coupés en deux sont des objets recherchés par les collectionneurs.
Les premiers timbres propres à l'île (une série de huit timbres) ont d'abord été imprimés dans les îles Falkland en 1938 puis en 1944 avec la mention Dependency of South Georgia. [réf. souhaitée]
La Géorgie du Sud et les îles Sandwich du Sud ont leur propre comité de timbre qui se trouve dans les îles Falkland. Le comité est responsable de la conception et vise à avoir deux éditions annuelles et généralement il y en a une avec des motifs locaux.
Le seul bureau de poste de l'île se trouve au centre d'administratif de King Edward Point.